# Bou Hachana
Bou Hachana (em árabe: بوحشانة) é uma cidade e comuna localizada na província de Guelma, Argélia. Segundo o censo de 2008, a população total da cidade era de 5 596 habitantes.